# 永德 (沙濟富察氏)
永德（？年—？年），富察氏，滿洲鑲黃旗人，清朝政治人物。
左都御史尼滿第五子，雍正年間官至三品孝陵陵寢總管。乾隆元年（1736年）九月因年老休致。

## 家族及關連
永德屬鑲黃旗滿洲沙濟富察氏第九世。
- 父：尼滿，由編修官至刑部尚書、左都御史。
- 兄弟：
  - 法保，官至三等侍衛。
  - 常在，閑散。
  - 永存，官至國子監助教。
  - 壽保，閑散。
  - 永德，官至陵寢總管。
  - 寶存，官至三等侍衛。